# カヴァッラスカ
カヴァッラスカ（イタリア語: Cavallasca）は、イタリア共和国ロンバルディア州コモ県サン・フェルモ・デッラ・バッターリアに属する分離集落（フラツィオーネ）。
かつては独立した基礎自治体（コムーネ）であったが、2017年にサン・フェルモ・デッラ・バッターリアに合併された。

## 地理

### 位置・広がり
コモ県のコムーネ。県都コモから西へ4kmの距離にある。

#### 隣接コムーネ
独立していたコムーネの時期には、以下のコムーネと隣接していた。括弧内のCH-TIはスイスのティチーノ州所属を示す。
- Chiasso (CH-TI)
- コーモ
- コルヴェルデ
- モンターノ・ルチーノ
- サン・フェルモ・デッラ・バッターリア